# Anthopleura ballii
Anthopleura ballii is een zeeanemonensoort uit de familie Actiniidae. Anthopleura ballii werd voor het eerst wetenschappelijk beschreven door William Pennington Cocks in 1851. Het wordt gevonden in ondiep water in de noordoostelijke Atlantische Oceaan.

## Beschrijving
Anthopleura ballii heeft een brede basis tot 5 cm breed en een trompetvormige kolom tot 10 cm hoog. Het oppervlak van de zuil draagt achtenveertig longitudinale rijen kleine wratten, elk met een rode punt. De mondschijf is breed en er zijn tot 96 taps toelopende tentakels gerangschikt in vijf kransen. Deze zijn beperkt intrekbaar en zijn gevlekt met wit. De kleur van deze soort is variabel, rood of geel getint, waarbij de tentakels soms een iriserende groene glans hebben. De wratten zijn niet-klevend. Dit in tegenstelling tot de nauw verwante Anthopleura thallia dat grind of puin aan de zuil hecht.

## Verspreiding en leefomgeving
Anthopleura ballii is inheems in het noordoosten van de Atlantische Oceaan en de kusten van zuidwest-Europa tot aan de Middellandse Zee. Het wordt gevonden op rotsachtige kusten van het intergetijdengebied tot een diepte van ongeveer 25 meter. Het komt meestal voor in spleten, in de gaten gemaakt door Pholadidae-soorten terwijl ze zich ingraven, onder keien en op andere verborgen locaties. Het is soms bevestigd aan kiezels en schelpen en kan half begraven zijn in zand of modder.

## Biologie
Anthopleura ballii bevat eencellige dinoflagellaten die in de weefsels leven. Dit zijn Symbiodinium-soorten en zijn algemeen bekend als zoöxanthellen. Het zijn organismen die via fotosynthese de zeeanemoon voorzien van voedingsstoffen en energie. Dit type symbiose komt veel voor bij koralen en zeeanemonen in tropische zeeën waar een tekort is aan voedingsstoffen, maar is zeldzaam in gematigde wateren, die over het algemeen rijk aan voedingsstoffen zijn. Onderzoekers hebben ontdekt dat de eicellen net voordat het paaien gaat plaatsvinden, besmet raken met maternale zoöxanthellen. De zoöxanthellen beperken zich tot één kant van de eicel en tijdens de herschikking van weefsels die plaatsvindt tijdens de ontwikkeling van het embryo tot een planula-larve, zijn de zoöxanthellen beperkt tot het endoderm van de larve en tot de gastrodermale cellen van de volwassene. Deze manier om zoöxanthellen te verwerven is ongebruikelijk. In tropische zeeën worden zoöxanthellen vaak in zee vrijgelaten door symbiotische ongewervelde dieren en komen ze voor in de uitwerpselen van roofdieren die zich voeden met symbiotische neteldieren. Dit betekent dat er weinig behoefte is aan moederlijke overdracht van symbionten. Dit is niet het geval in gematigde zeeën waar vrijlevende zoöxanthellen schaars zijn.